# 缘毛紫菀
缘毛紫菀（学名：Aster souliei）为菊科紫菀属的植物。分布于缅甸、不丹以及中国大陆的云南、甘肃、四川、西藏等地，生长于海拔2,700米至4,000米的地区，常生于灌丛、高山针叶外缘以及山坡草地，目前已由人工引种栽培。